# Adi'el Amora'i

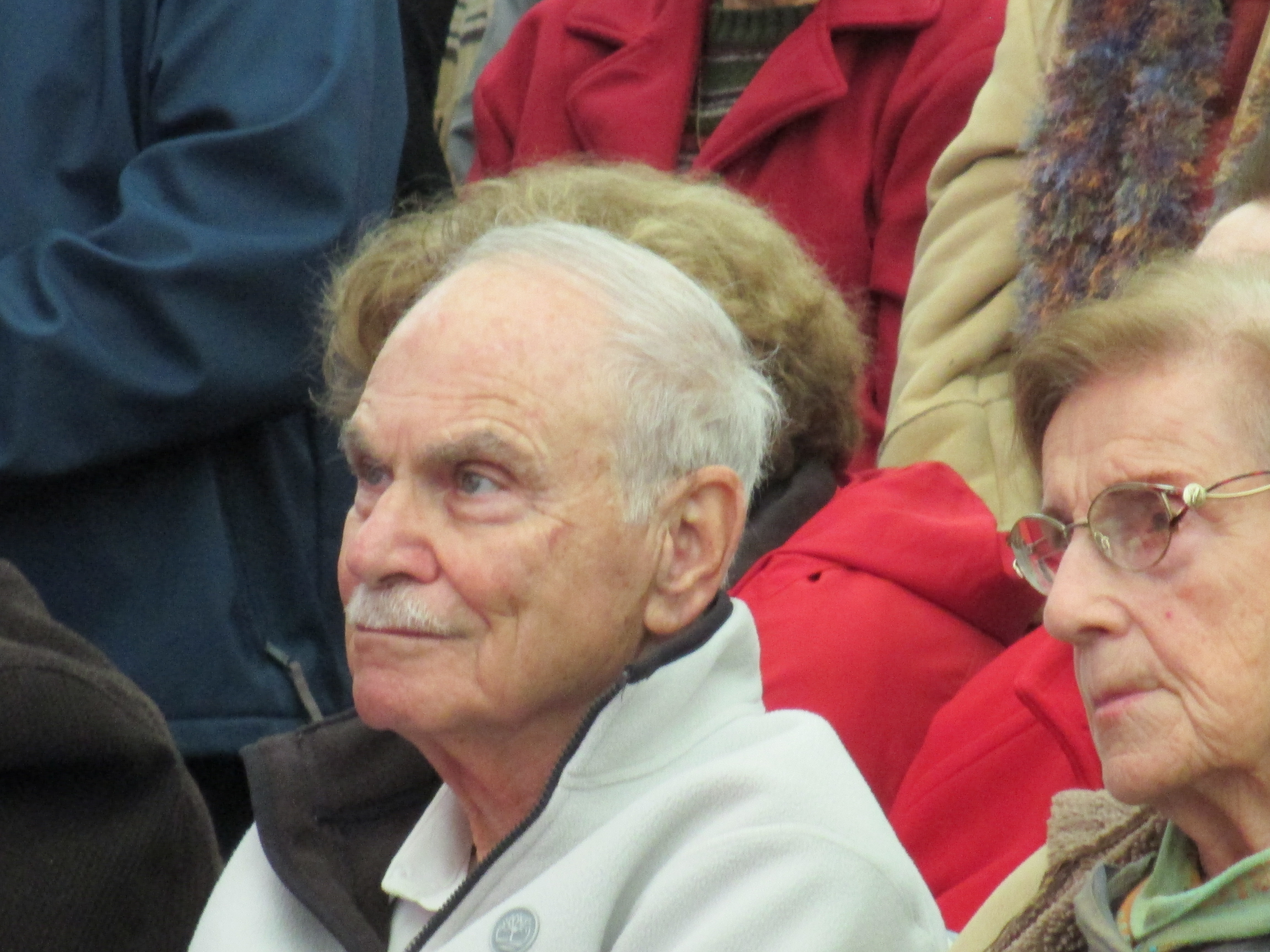
Adi'el Amora'i v roce 2012

Adi'el Amora'i (hebrejsky: עדיאל אמוראי, narozen 17. února 1934) je izraelský politik a bývalý poslanec Knesetu za stranu Ma'arach.

## Biografie
Narodil se v obci Rechovot. Studoval na Střední škole Alef v Tel Avivu a vystudoval obor ekonomie mezinárodních vztahů a veřejná správa na Hebrejské univerzitě.

## Politická dráha
Byl úředníkem na ministerstvu vnitra, působil i jako mluvčí tohoto resortu. Předsedal Izraelské radě mládežnické výměny a v letech 1972–1984 byl předsedou Rady mládežnického hnutí. Byl předsedou představenstva firmy M. V. Holding. Publikoval články v odborném ekonomickém tisku i v denních periodikách.
V izraelském parlamentu zasedl poprvé po volbách v roce 1969, do nichž šel za stranu Ma'arach. Stal se členem výboru pro záležitosti vnitra, výboru práce a výboru finančního. Předsedal podvýboru pro finanční příkazy. Zvolen byl i ve volbách v roce 1973, po nichž zastával post člena výboru pro ekonomické záležitosti a výboru finančního. Předsedal opět podvýboru pro finanční příkazy. Mandát obhájil ve volbách v roce 1977, opět za Ma'arach. Byl členem výboru pro státní kontrolu a výboru finančního. Opětovně byl za Ma'arach zvolen ve volbách v roce 1981. Usedl do finančního výboru. Mandát ale ukončil předčasně, když v říjnu 1988 rezignoval. Jeho křeslo pak obsadil Uri Sebag.
Zastával i vládní posty. V letech 1984–1988 byl náměstkem ministra financí Izraele.